# Belfield (Sydney)
Belfield – geograficzna nazwa dzielnicy (przedmieścia), położona na terenie samorządów lokalnych City of Canterbury i Strathfield, wchodzących w skład aglomeracji Sydney, w stanie Nowa Południowa Walia, w Australii.